# Fattigdispens
Fattigdispens var en befrielse från avgift i samband med överklaganden.
Som rättegångsbalken löd 1915 stod i 30 kapitlets 19 paragraf att den som ville fullfölja talan mot hovrätts utslag eller beslut skulle betala inte enbart 150 kronor, utan också ett belopp till säkerhet för den kostnadsersättning, som domstolen kan komma att tillerkänna hans motpart.
Om parten på grund av fattigdom ej förmår nedsätta stadgad fullföljdsavgift, äger han utan hinder av detta fullfölja sin talan, om han vid sin missnöjesanmälan (i de fall talan fullföljdes genom revisionsansökning) eller vid sin besvärsskrift (därest talan fullföljes genom besvär) bifogar ett fattigdomsintyg.
Var parten inte i stånd att betala ens det belopp, som skall tjäna motparten till säkerhet för kostnadsersättning, äger han ändå fullfölja talan, om domstolen med hänsyn till omständigheterna i målet finner skäl ge tillstånd därtill. Sådant tillstånd benämndes fattigdispens.
Ansökan om dispens prövades och avgjordes av en avdelning inom Högsta domstolen, bestående av 3 ledamöter (vanligen kallad dispensavdelningen). Yppade sig olika meningar, skulle tillstånd beviljas, om minst en ledamot fann skäl att bifalla ansökningen.